# 诸乐三
诸乐三（1902年2月14日—1984年1月29日），原名诸文萱，字乐三，号希斋，别署南屿山人，浙江湖州市安吉鹤溪村人，中国当代国画家、艺术教育家，中国美术学院教授。艺术造诣高，熔诗、书、画、印于一炉。

## 艺术作品
国画作品有《蜀葵》、《红梅图》、《九秋风露》等，出版作品《诸乐三画集》、《诸乐三书画篆刻集》、《希斋印存》、《希斋诗抄》等。